# 水禾田
水禾田（英語：Water Poon，1946年3月3日—），原名潘炯榮，廣東省南海縣出生，香港資深攝影師。曾出版攝影集、畫集及遊記，其攝影及繪畫作品曾於世界各地展出。

## 生平
其藝名「水禾田」三字由其姓氏「潘」字拆出而成。他自小喜好繪畫、寫作。早年與父母同住於元朗南生圍旁鳳池村。畢業於德明中學小學部和九龍德仁書院。他就讀中學時為校內足球隊成員，曾代表學校參與校際足球賽事。而他也精於藝術科目。1970年代初修讀香港工業專門學院（今香港理工大學）商業設計系文憑，其後到信義宗訓練學校（即由世界信義宗社會香港服務處鄭煥直教導的攝影課程演變成的觀塘職業訓練中心攝影學系），入讀攝影系課程。
1969年於邵氏設計電影海報，其後轉往讀者文摘，再被黃霑羅致加盟旗下黃與林廣告公司。後曾於佳視從事設計工作。佳視倒閉後，1980年代加入香港電台美術部。
1980年代開始，水禾田先後前往絲綢之路、黃河、埃塞俄比亞、印度、孟加拉、中國等不同地方拍照籌款。並於中國内地及台灣展出其作品。1984年，以8厘米影片《城寨》參加伊朗影展。1985年獲選為香港十大傑出青年。1988年獲香港藝術聯盟第一届攝影家獎。1994年編導電影《偶遇》；2000年，編導並製作《中國民間》紀錄片及影集。2005年獲中國上海馬爹利藝術家年獎。2006年，拍攝中國部份地區聯合國世界文化遺產。
水禾田曾於多份報章，包括《快報》、《星島日報》、《香港經濟日報》、加拿大《星島日報》撰寫專欄，於《都市日報》都市相集專欄，台灣《遠見》雜誌撰稿及攝影。近年他移居加拿大溫哥華，並於其「水禾田製作室」進行攝影、畫作等創作。

## 著作及攝影集
- 《絲綢之旅》，遠景出版事業公司, 1983
- 《唐人街: 水禾田攝影集》，華漢文化事業公司, 1984
- 《大運河: 水禾田攝影集》，藝美圖書公司, 1985
- 《助學長征──水禾田攝影作品集》，盛彩出版 ISBN 9789628695102
- 《水禾田筆下的香港·新加坡》畫冊，大華銀行，2017

## 資料來源
1. ↑  盧子健、何安達. . 天地圖書. 1994: 570.
2. ↑  專題報道：保住我們那片淨土 水禾田 孕育藝術人生 （页面存档备份，存于） 蘋果日報，2010年12月10日
3. ↑  水禾田甜憶榕樹頭童年 （页面存档备份，存于） 明報，2010年8月20日
4. ↑  水禾田訪問 （页面存档备份，存于） 2007年9月27日
5. ↑  藝術地圖：攝影大師齊撐　拍出動人一刻[永久] 成報

## 外部連結
- Water Poon 水禾田•阿水 官方網頁
- 水禾田的Facebook專頁